# Аведиков, Николай Ваганович
Николай Ваганович Аведиков (23 июня 1913, Российская империя — 1 апреля 1977, Ростов-на-Дону, СССР) — советский скульптор, музыкант, стоматолог.

## Биография
Родился 23 июня 1913 года в бедной семье, приехавшей на Дон из Закавказья.
После окончания школы, не имея специального образования, работал в качестве художника-оформителя в ростовских рабочих клубах «Промкооперация», «Швейники», «Эпоха» и других организациях. Затем в 1930—1933 годах обучался на отделении живописи в Ростовском художественном техникуме. Увлёкшись музыкой, в течение двух лет (с 1933 по 1934 годы) прошёл учебный курс в музыкальном училище по классу кларнета.
Был участником Великой Отечественной войны. Вернувшись в Ростов-на-Дону, в 1946—1949 годах Аведиков обучался в Ростовской зубоврачебной школе, после окончания которой в течение 1948—1953 годов работал в клинике Ростовского медицинского института и одновременно учился в Ростовском художественном училище на скульптурном отделении. Занимался врачебной практикой, играл на саксофоне в эстрадном оркестре перед началом киносеансов в городском кинотеатре «Победа».
Но больше всего Николая Вагановича занимала скульптурная деятельность. Он был участником ряда выставок — в 1954 году на Республиканской художественной выставке в Москве представил свою работу «Портрет моряка крейсера „Варяг“» — реального участника русско-японской войны, ростовчанина И. Е. Капленкова. В 1955 году на выставке произведений художников РСФСР Аведиков экспонировал «Портрет героя Шипки К. В. Хрупкого». В 1960-е годы ростовский скульптор выполнил ряд портретов героев Великой Отечественной войны — Г. К. Мадояна, С. М. Буденного, И. А. Плиева. Среди других работ Аведикова — монумент в Змиевской балке, памятник герою-пионеру Вите Черевичкину в одноимённом парке, бюст Георгия Седова у Ростовского речного училища. 

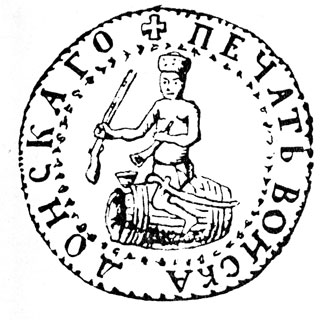
Печать Войска Донского, 1704 год.

Интересно, что именно Николай Ваганович Аведиков стал автором сувенира, ставшего одним из самых популярных на Дону — казака на бочке с вином, созданного по мотивам печати Войска Донского, утвержденной Петром I.
Умер в Ростове-на-Дону 1 апреля 1977 года. Похоронен на Северном кладбище Ростова-на-Дону (квартал 3).